# تورناتا
تورناتا (به ایتالیایی: Tornata) یک کومونه در ایتالیا است که در استان کریمونا واقع شده‌است.

## خصوصیات
تورناتا ۱۰٫۳ کیلومترمربع مساحت و ۵۲۲ نفر جمعیت دارد.